# Марвін Платтенгардт
Марвін Платтенгардт (нім. Marvin Plattenhardt, нар. 26 січня 1992, Фільдерштадт) — німецький футболіст, лівий захисник клубу «Герта» і національної збірної Німеччини.

## Клубна кар'єра
Народився 26 січня 1992 року в місті Фільдерштадт. Вихованець юнацьких команд футбольних клубів «Нюрнберг» та «Ройтлінген».
У дорослому футболі дебютував 2010 року виступами за команду клубу «Нюрнберг», в якій провів чотири сезони, взявши участь у 63 матчах чемпіонату. 
До складу клубу «Герта» приєднався 2014 року. 2018 року провів свій сотий матч за «Герту» в національному чемпіонаті.

## Виступи за збірні
2008 року дебютував у складі юнацької збірної Німеччини, взяв участь у 42 іграх на юнацькому рівні.
Протягом 2011–2012 років залучався до складу молодіжної збірної Німеччини. На молодіжному рівні зіграв у 14 офіційних матчах.
6 червня 2017 року дебютував у складі національної збірної Німеччини у товариському матчі проти Данії..
4 червня 2018 року був включений до заявки національної команди для участі у тогорічному чемпіонаті світу в Росії.

## Досягнення
Збірна Німеччини
- Чемпіон Європи (U-17): 2009
- Володар Кубка конфедерацій: 2017